# Équipe de Croatie de football au Championnat d'Europe 2016
Cet article relate le parcours de l'équipe de Croatie de football lors du Championnat d'Europe de football 2016 organisé en France du 10 juin au 10 juillet 2016.

## Qualifications
Les Croates terminent deuxièmes du groupe H derrière les Italiens.
| Rang | Équipe      | Pts  | J  | G | N | P | Bp | Bc | Diff |  | Résultats (▼ dom., ► ext.) |     |     |     |     |     |     |
| ---- | ----------- | ---- | -- | - | - | - | -- | -- | ---- |  | -------------------------- | --- | --- | --- | --- | --- | --- |
| 1    | Italie      | 24   | 10 | 7 | 3 | 0 | 16 | 7  | +9   |  | Italie                     |     | 1-1 | 2-1 | 1-0 | 2-1 | 1-0 |
| 2    | Croatie     | 20-1 | 10 | 6 | 3 | 1 | 20 | 5  | +15  |  | Croatie                    | 1-1 |     | 5-1 | 3-0 | 6-0 | 2-0 |
| 3    | Norvège     | 19   | 10 | 6 | 1 | 3 | 13 | 10 | +3   |  | Norvège                    | 0-2 | 2-0 |     | 2-1 | 0-0 | 2-0 |
| 4    | Bulgarie    | 11   | 10 | 3 | 2 | 5 | 9  | 12 | -3   |  | Bulgarie                   | 2-2 | 0-1 | 0-1 |     | 2-0 | 1-1 |
| 5    | Azerbaïdjan | 6    | 10 | 1 | 3 | 6 | 7  | 18 | -11  |  | Azerbaïdjan                | 1-3 | 0-0 | 0-1 | 1-2 |     | 2-0 |
| 6    | Malte       | 2    | 10 | 0 | 2 | 8 | 3  | 16 | -13  |  | Malte                      | 0-1 | 0-1 | 0-3 | 0-1 | 2-2 |     |

Note
-1 : Sanction d'un point infligée à la Croatie à la suite d'une décision de l’UEFA concernant un dessin de svastika sur le terrain du Poljud lors de Croatie-Italie, sanction confirmée par la cour d'appel de l'UEFA le 18 septembre 2015.

## Effectif
| Numéro / Nom       | Numéro / Nom        | Équipe actuelle  | Date de naissance | Age             | Matchs          | Buts            |                 |                 |                 |
| Gardiens de but    | Gardiens de but     | Gardiens de but  | Gardiens de but   | Gardiens de but | Gardiens de but | Gardiens de but | Gardiens de but | Gardiens de but | Gardiens de but |
| ------------------ | ------------------- | ---------------- | ----------------- | --------------- | --------------- | --------------- | --------------- | --------------- | --------------- |
| 1                  | Ivan Vargić         | HNK Rijeka       | 15 mars 1987      |                 |                 |                 |                 |                 |                 |
| 12                 | Lovre Kalinić       | Hajduk Split     | 3 avril 1990      |                 |                 |                 |                 |                 |                 |
| 23                 | Danijel Subašić     | AS Monaco        | 27 octobre 1984   |                 |                 |                 |                 |                 |                 |
| Défenseurs         |                     |                  |                   |                 |                 |                 |                 |                 |                 |
| 11                 | Darijo Srna         | Chakhtar Donetsk | 1er mai 1982      |                 |                 |                 |                 |                 |                 |
| 5                  | Vedran Ćorluka      | Lokomotiv Moscou | 5 février 1986    |                 |                 |                 |                 |                 |                 |
| 21                 | Domagoj Vida        | Dynamo Kiev      | 29 avril 1989     |                 |                 |                 |                 |                 |                 |
| 3                  | Ivan Strinić        | SSC Naples       | 17 juillet 1987   |                 |                 |                 |                 |                 |                 |
| 13                 | Gordon Schildenfeld | Dinamo Zagreb    | 18 mars 1985      |                 |                 |                 |                 |                 |                 |
| 2                  | Šime Vrsaljko       | US Sassuolo      | 10 janvier 1992   |                 |                 |                 |                 |                 |                 |
| 6                  | Tin Jedvaj          | Bayer Leverkusen | 28 novembre 1995  |                 |                 |                 |                 |                 |                 |
| Milieux de terrain |                     |                  |                   |                 |                 |                 |                 |                 |                 |
| 10                 | Luka Modrić         | Real Madrid      | 9 septembre 1985  |                 |                 |                 |                 |                 |                 |
| 7                  | Ivan Rakitić        | FC Barcelone     | 10 mars 1988      |                 |                 |                 |                 |                 |                 |
| 4                  | Ivan Perišić        | Inter Milan      | 2 février 1989    |                 |                 |                 |                 |                 |                 |
| 8                  | Mateo Kovačić       | Real Madrid      | 6 mai 1994        |                 |                 |                 |                 |                 |                 |
| 19                 | Milan Badelj        | Fiorentina       | 25 février 1989   |                 |                 |                 |                 |                 |                 |
| 14                 | Marcelo Brozović    | Inter Milan      | 16 novembre 1992  |                 |                 |                 |                 |                 |                 |
| 15                 | Marko Rog           | Dinamo Zagreb    | 19 juillet 1995   |                 |                 |                 |                 |                 |                 |
| 18                 | Ante Ćorić          | Dinamo Zagreb    | 7 aout 1997       |                 |                 |                 |                 |                 |                 |
| Attaquants         |                     |                  |                   |                 |                 |                 |                 |                 |                 |
| 17                 | Mario Mandžukić     | Juventus FC      | 21 mai 1986       |                 |                 |                 |                 |                 |                 |
| 16                 | Nikola Kalinić      | Fiorentina       | 5 janvier 1988    |                 |                 |                 |                 |                 |                 |
| 9                  | Andrej Kramarić     | Hoffenheim       | 19 juin 1991      |                 |                 |                 |                 |                 |                 |
| 20                 | Marko Pjaca         | Dinamo Zagreb    | 6 mai 1995        |                 |                 |                 |                 |                 |                 |
| 20                 | Duje Čop            | Málaga CF        | 1er février 1990  |                 |                 |                 |                 |                 |                 |
| Sélectionneur      |                     |                  |                   |                 |                 |                 |                 |                 |                 |
|                    | Ante Čačić          |                  | 29.09.1953        | 62 ans          |                 |                 |                 |                 |                 |

## Phase finale

### Groupe D
La Turquie se trouve dans le groupe D avec l'Espagne, la République tchèque et la Croatie.
| Rang | Équipe             | Pts | J | G | N | P | Bp | Bc | Diff |
| ---- | ------------------ | --- | - | - | - | - | -- | -- | ---- |
| 1    | Croatie            | 7   | 3 | 2 | 1 | 0 | 5  | 3  | +2   |
| 2    | Espagne            | 6   | 3 | 2 | 0 | 1 | 5  | 2  | +3   |
| 3    | Turquie            | 3   | 3 | 1 | 0 | 2 | 2  | 4  | -2   |
| 4    | République tchèque | 1   | 3 | 0 | 1 | 2 | 2  | 5  | -3   |

     Équipes qualifiées ; Pts = points ; J = joués ; G = gagnés ; N = nuls ; P = perdus ;

Bp = buts pour ; Bc = buts contre ; Diff = différence de buts.
| Match 5                                              | Turquie | 0 - 1   | Croatie    | Parc des Princes, Paris                         |                                                 |
| 12 juin 2016 · 15 h CEST · Historique des rencontres |         | (0 - 1) | 41e Modrić | Spectateurs : 43 842 Arbitrage : Jonas Eriksson | Spectateurs : 43 842 Arbitrage : Jonas Eriksson |
| 12 juin 2016 · 15 h CEST · Historique des rencontres | Rapport |         |            | Spectateurs : 43 842 Arbitrage : Jonas Eriksson | Spectateurs : 43 842 Arbitrage : Jonas Eriksson |

| Match 20                                             | Tchéquie                         | 2 - 2   | Croatie                   | Stade Geoffroy-Guichard, Saint-Étienne            |                                                   |
| 17 juin 2016 · 18 h CEST · Historique des rencontres | Škoda 76e · Necid 90 + 3e (pen.) | (0 - 1) | 37e Perišić · 59e Rakitić | Spectateurs : 38 376 Arbitrage : Mark Clattenburg | Spectateurs : 38 376 Arbitrage : Mark Clattenburg |
| 17 juin 2016 · 18 h CEST · Historique des rencontres | Rapport                          |         |                           | Spectateurs : 38 376 Arbitrage : Mark Clattenburg | Spectateurs : 38 376 Arbitrage : Mark Clattenburg |

| Match 32                                             | Croatie                                         | 2 - 1   | Espagne               | Matmut Atlantique, Bordeaux                    |                                                |
| 21 juin 2016 · 21 h CEST · Historique des rencontres | ( Perišić) Kalinić 45e · ( Kalinić) Perišić 87e | (1 - 1) | 7e Morata (Fàbregas ) | Spectateurs : 37 245 Arbitrage : Björn Kuipers | Spectateurs : 37 245 Arbitrage : Björn Kuipers |
| 21 juin 2016 · 21 h CEST · Historique des rencontres | Rapport                                         |         |                       | Spectateurs : 37 245 Arbitrage : Björn Kuipers | Spectateurs : 37 245 Arbitrage : Björn Kuipers |

### Huitième de finale

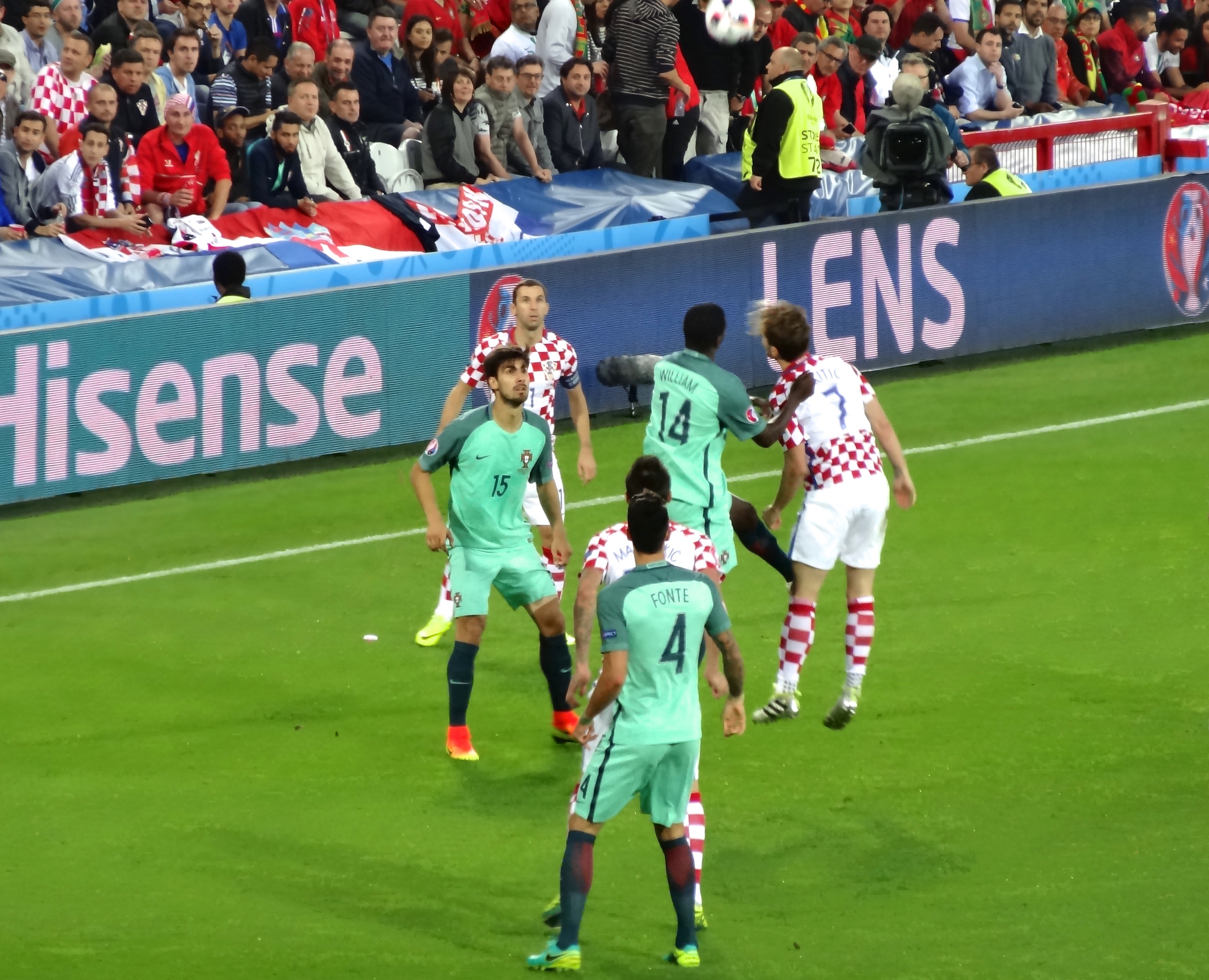
Croatie - Portugal à Lens.

| Match 39                                             | Croatie | 0 - 1 (ap)            | Portugal      | Stade Bollaert-Delelis, Lens                             |                                                          |
| 25 juin 2016 · 21 h CEST · Historique des rencontres |         | (0 - 0, 0 - 0, 0 - 0) | 117e Quaresma | Spectateurs : 33 523 Arbitrage : Carlos Velasco Carballo | Spectateurs : 33 523 Arbitrage : Carlos Velasco Carballo |
| 25 juin 2016 · 21 h CEST · Historique des rencontres | Rapport |                       |               | Spectateurs : 33 523 Arbitrage : Carlos Velasco Carballo | Spectateurs : 33 523 Arbitrage : Carlos Velasco Carballo |